# نيلام سانجيفا ريدي
نيلام سانجيفا ريدي (بالهندية: నీలం సంజీవ రెడ్డి) (مواليد 19 مايو 1913 – 1 يونيو 1996)، سياسي هندي هندوسي، شغل منصب رئيس الهند خلال الفترة (25 يوليو 1977 – 25 يوليو 1982)، ومنصب الأمين العام لمنظمة عدم الانحياز خلال الفترة (8 مارس 1983 – 11 مارس 1983).

## وصلات خارجية
- نيلام سانجيفا ريدي على موقع مونزينجر (الألمانية)